# František Steiner (poslanec)
František Steiner (19. května 1819 Závěšín – 29. prosince 1898) byl rakouský a český statkář a politik, na konci 19. století poslanec Českého zemského sněmu.

## Biografie
Nejprve působil jako obchodník s dřívím, potom převzal zemědělské hospodářství s lihovarem a mlýny v Lapači u Blatné. V letech 1857–1896 působil jako starosta v rodném Závěšíně (dnes Závišín). Zasedal v okresní školní radě v Blatné a v tamním okresním výboru. Dvakrát byl zvolen i okresním starostou, ale jeho volba nebyla potvrzena a funkce se tak neujal. Byla mu udělena koncese pro výstavbu železniční trati ze Strakonic do Blatné.
Koncem 80. let 19. století se zapojil i do zemské politiky. Ve volbách v roce 1889 byl zvolen v kurii venkovských obcí (volební obvod Březnice, Blatná, Mirovice) do Českého zemského sněmu. Politicky patřil tehdy k mladočeské straně. Mandát v zemském sněmu obhájil ve volbách v roce 1895. Působil jako člen zemské zemědělské rady. Byl nejstarším etnicky českým poslancem tehdejšího zemského sněmu.
Zemřel v prosinci 1898. Jeho úmrtí bylo oznámeno telegramem přímo během jednání zemského sněmu.